# Ergebnisse der Provinziallandtagswahlen in Preußen
In den folgenden Listen werden die Ergebnisse der Provinziallandtagswahlen in Preußen während der Zeit der Weimarer Republik zusammenhängend aufgelistet. Die Provinzen werden in alphabetischer Reihenfolge aufgeführt. In der jeweils ersten Liste werden die Ergebnisse aller Parteien angegeben, die bei wenigstens einer Wahl mindestens zwei Prozent der gültigen Stimmen erreicht haben. Bei mehrmaligem Überschreiten der Grenze werden auch Ergebnisse ab einem Prozent aufgeführt. In der jeweils zweiten Liste wird die Sitzverteilung dargestellt. Die Wahlbeteiligung liegt nur für die Wahlen zur Berliner Stadtverordnetenversammlung vor.

## Parteien und Parteienbündnisse
- AG: Preußische Arbeitsgemeinschaft im Staatsrat: DNVP, DVP und weitere bürgerliche und rechte Parteien
- AMSP: Aufwertungs- und Mittelstandspartei
- AuA: Aufwertung und Aufbau
- BAA: Bund für Aufwertung und Aufbau
- BBd: Bauernbund: Wahlergebnis 1925 im Regierungsbezirk Hohenzollern (Sigmaringen) beim HZBB
- BBl: Bürgerblock
- BdM: Block der Mitte: Wahlergebnisse 1929 in der Provinz Brandenburg bei der DDP und in der Provinz Grenzmark Posen-Westpreußen bei der DVP
- BHSL: Brandenburgische Heimatliste für Stadt und Land: Wahlergebnis 1929 in der Provinz Brandenburg bei der DNVP
- BP: Bauernparteien: Wahlergebnis 1925 in der Provinz Niederschlesien
- BP: Bürgerpartei: Wahlergebnis 1925 im Regierungsbezirk Hohenzollern (Sigmaringen) beim HZBB
- BVgg: Bürgerliche Vereinigung
- BWA: Bund für Wirtschaft und Aufbau
- BWW: Bund für Wirtschaft und Wiederaufbau
- CNBL: Christlich-Nationale Bauern- und Landvolkpartei
- CSVD: Christlich-Sozialer Volksdienst
- CVD: Christlicher Volksdienst
- DBWP: Deutsche Bauern- und Wirtschaftspartei: Wahlergebnis 1929 in der Provinz Niederschlesien bei der WP
- DDP: Deutsche Demokratische Partei
- DHP: Deutsch-Hannoversche Partei
- DNVP: Deutschnationale Volkspartei
- DSP: Deutschsoziale Partei
- DStP: Deutsche Staatspartei: Wahlergebnis 1933 in Berlin bei der DDP
- DVFB: Deutschvölkische Freiheitsbewegung: Wahlergebnisse 1925 in den Provinzen Grenzmark Posen-Westpreußen, Hannover, Ostpreußen und Sachsen bei der NSDAP
- DVFP: Deutschvölkische Freiheitspartei: Wahlergebnisse 1925 in Berlin und in der Provinz Brandenburg bei der NSDAP
- DVL: Deutsch-Völkische Liste
- DVP: Deutsche Volkspartei
- DZP: Deutsche Zentrumspartei (Zentrum)
- EGB: Evangelischer Gemeinschaftsbund
- EH: Eigenheim
- Ein: Einigkeit
- EVD: Evangelischer Volksdienst
- FOW: Für Ordnung und Wiederaufbau
- HAG: Hessische Arbeitsgemeinschaft: Wahlergebnis 1921 für den Kommunallandtag des Regierungsbezirks Kassel und bei der Sitzverteilung für den Provinziallandtag in der Provinz Hessen bei der HASL
- HASL: Hessische Arbeitsgemeinschaft Stadt und Land
- HauGe: Handwerk und Gewerbe
- HHH: Hausbesitz, Handwerk, Handel
- HNASL: Hessisch-Nassauische Arbeitsgemeinschaft Stadt und Land: Wahlergebnis 1925 für die Kommunallandtage der Regierungsbezirke Kassel und Wiesbaden und bei der Sitzverteilung für den Provinziallandtag in der Provinz Hessen bei der HASL
- HuG: Haus- und Grundbesitzer
- HuW: Heimat und Wirtschaft
- HZBB: Hohenzollernscher Bauernbund
- KFSWR: Kampffront Schwarz-Weiß-Rot: Wahlergebnisse 1933 bei der DNVP
- KPD: Kommunistische Partei Deutschlands
- KuM: Klein- und Mittelbauern
- LAO: Liste Arbeit und Ordnung
- LaWi: Landwirtschaft
- LEW: Liste Elbe-Weser
- LEWF: Liste Esens-Wittmund-Friedeburg
- LF: Liste Fürbringer
- LG: Liste Grochowski: Wahlergebnis 1921 in der Provinz Grenzmark Posen-Westpreußen bei der PVP
- LGB: Liste Grafschaft Bentheim
- LL: Landliste
- LMü: Liste Müller
- LN: Liste Niedersachsen
- LNO: Liste Neuhaus/Oste-Hadeln
- LOF: Liste Ostfriesland
- MieP: Mieterpartei
- MSBl: Mittelstandsblock
- NaLa: Nassauer Land
- NatF: Nationale Front
- NBl: Nationaler Block: Wahlergebnis 1929 in der Provinz Grenzmark Posen-Westpreußen bei der DNVP
- NLV: Nationales Landvolk
- NOB: Nationaler Ordnungsblock
- NPMB: Nationalliberaler Provinzialverband der Mark Brandenburg
- NSDAP: Nationalsozialistische Deutsche Arbeiterpartei
- NVG: Nationale Volksgemeinschaft
- NVKB: Nationale Vereinigung des Kreises Bomst
- OBB: Oberschlesischer Bürger- und Bauernblock (in der Provinz Oberschlesien)
- OBB: Ostpreußischer Bauernbund (in der Provinz Ostpreußen)
- P: Polen: Wahlergebnis 1929 in der Provinz Grenzmark Posen-Westpreußen bei der PVP
- PB: Preußenblock: Wahlergebnis 1925 in der Provinz Ostpreußen bei der DNVP
- PKPO: Polnisch-Katholische Partei Oberschlesiens: Wahlergebnis 1922 in der Provinz Oberschlesien bei der PKVP
- PKVP: Polnisch-Katholische Volkspartei: Wahlergebnis 1925 in der Provinz Grenzmark Posen-Westpreußen bei der PVP
- PP: Polenpartei
- PVP: Polnische Volkspartei
- RhBW: Rheinische Bauern und Winzer
- SB: Sparerbund
- SHB: Schleswig-Holsteinische Bauernliste
- SPD: Sozialdemokratische Partei Deutschlands
- SuR: Sparer und Rentner
- SVW: Selbstverwaltung: Wahlergebnis 1929 in der Provinz Schleswig-Holstein bei der DDP
- SWR: Schwarz-Weiß-Rot: Wahlergebnis 1925 in der Provinz Oberschlesien bei der DNVP
- USPD: Unabhängige Sozialdemokratische Partei Deutschlands
- VHPL: Vereinigte Hannoversche Provinziallandtagsliste
- VKPD: Vereinigte Kommunistische Partei Deutschlands: Wahlergebnisse 1921 bei der KPD
- VLDSP: Völkische Liste der Deutschsozialen Partei
- VVV: Vereinigung Völkischer Verbände
- VW: Volkswohl (Mieter und Bodenreformer)
- WA: Wiederaufbau
- WaVSL: Wahlvereinigung Stadt und Land
- WBO: Wirtschaftsblock Osthavelland
- WHauGe: Wirtschaftsliste Handwerk und Gewerbe
- WP: Wirtschaftspartei
- WPB: Wirtschaftspartei und Bauern: Wahlergebnis 1929 in der Rheinprovinz bei der *WP
- WPDM: Wirtschaftspartei des Deutschen Mittelstandes: Wahlergebnisse 1921 in den Provinzen Niederschlesien und Pommern bei der WP
- WPL: Wirtschaftspolitische Liste (Pommernliste)
- WVgg: Wirtschaftliche Vereinigung

## Abkürzungen
- Ges.: Gesamt
- Wbt.: Wahlbeteiligung

## Provinzwahlergebnisse im Einzelnen
Hinweis
Das Feld der Partei, die bei der jeweiligen Wahl die meisten Stimmen bzw. Sitze erhalten hat, ist farblich gekennzeichnet.

### Berlin
Vorbemerkung
Das Parlament der Stadt Berlin hieß Stadtverordnetenversammlung.
Stimmenanteile der Parteien in Prozent
| Wahltag       | Wbt. | USPD | SPD  | DDP 1 | DNVP 2 | DZP | DVP  | KPD  | WP   | NSDAP 3 |
| ------------- | ---- | ---- | ---- | ----- | ------ | --- | ---- | ---- | ---- | ------- |
| 23.02.1919    | 57,6 | 33,0 | 31,7 | 14,5  | 10,5   | 5,6 | 04,6 |      |      |         |
| 020.06.1920 4 | 65,2 | 44,0 | 16,8 | 06,0  | 10,7   | 4,0 | 14,9 |      |      |         |
| 16.10.1921    | 66,0 | 19,1 | 20,5 | 07,4  | 18,6   | 3,7 | 15,5 | 09,5 | 5,04 |         |
| 25.10.1925    | 63,7 |      | 32,6 | 09,3  | 20,8   | 3,4 | 06,0 | 18,7 | 4,00 | 01,5    |
| 17.11.1929    | 70,3 |      | 28,4 | 06,0  | 17,6   | 3,5 | 06,7 | 24,6 | 4,40 | 05,8    |
| 12.03.1933    | 75,9 |      | 22,0 | 02,0  | 12,1   | 4,7 |      | 19,5 |      | 38,3    |

Sitzverteilung
| Jahr    | Ges. | USPD | SPD | DDP | DNVP | DZP | DVP | KPD | WP | DSP | NSDAP | EGB | CSVD | DVFB |
| ------- | ---- | ---- | --- | --- | ---- | --- | --- | --- | -- | --- | ----- | --- | ---- | ---- |
| 1919    | 144  | 47   | 46  | 21  | 16   | 08  | 06  |     |    |     |       |     |      |      |
| 1920    | 093  | 48   | 17  | 04  | 09   |     | 15  |     |    |     |       |     |      |      |
| 1921    | 224  | 43   | 46  | 17  | 41   | 08  | 35  | 21  | 12 | 1   |       |     |      |      |
| 1925    | 225  | 01   | 73  | 21  | 47   | 08  | 14  | 43  | 10 | 3   | 03    | 2   |      |      |
| 01929 5 | 225  |      | 64  | 14  | 40   | 08  | 16  | 56  | 10 |     | 13    |     | 3    | 1    |
| 1933    | 225  |      | 50  | 4   | 27   | 11  | 2   | 44  |    |     | 86    |     | 1    |      |

Fußnoten

### Brandenburg
Stimmenanteile der Parteien in Prozent
| Wahltag       | SPD  | DNVP 1 | DVP  | DDP 2 | KPD 3 | WP 4 | NSDAP 5 |
| ------------- | ---- | ------ | ---- | ----- | ----- | ---- | ------- |
| 021.02.1921 6 | 32,6 | 16,9   | 12,4 | 6,9   | 4,2   | 1,5  |         |
| 029.11.1925 7 | 31,7 | 25,0   | 07,0 | 4,0   | 9,2   | 5,7  | 03,1    |
| 17.11.1929    | 34,8 | 29,4   | 06,3 | 4,3   | 8,8   | 7,6  | 05,6    |
| 12.03.1933    | 20,6 | 15,2   |      |       | 7,7   |      | 53,2    |

Sitzverteilung
| Jahr | Ges. | SPD | DNVP | BVgg | DVP | USPD | DDP | KPD | WP | DZP | WaVSL | WBO | NPMB | BBl | NSDAP |
| ---- | ---- | --- | ---- | ---- | --- | ---- | --- | --- | -- | --- | ----- | --- | ---- | --- | ----- |
| 1921 | 92   | 29  | 16   | 15   | 12  | 8    | 6   | 4   | 1  | 1   |       |     |      |     |       |
| 1925 | 97   | 32  | 28   |      | 06  |      | 4   | 9   | 5  | 2   | 5     | 1   | 1    | 1   | 03    |
| 1929 | 96   | 34  | 29   |      | 06  |      | 4   | 9   | 8  | DDP |       |     |      |     | 06    |
| 1933 | 96   | 21  | 15   |      |     |      |     | 8   |    |     |       |     |      |     | 52    |

Fußnoten

### Grenzmark Posen-Westpreußen
Stimmenanteile der Parteien in Prozent
| Wahltag       | DNVP 1 | DZP  | SPD  | DVP 2 | PVP 3 | NSDAP 4 | KPD |
| ------------- | ------ | ---- | ---- | ----- | ----- | ------- | --- |
| 021.02.1921 5 | 33,2   | 24,5 | 20,1 | 10,4  | 2,9   |         |     |
| 029.11.1925 6 | 34,7   | 26,9 | 14,1 | 06,3  | 3,4   | 04,5    | 2,6 |
| 17.11.1929    | 33,6   | 26,5 | 17,7 | 11,1  | 3,1   | 04,7    | 3,2 |
| 12.03.1933    | 11,0   | 23,1 | 08,0 |       |       | 55,0    | 2,8 |

Sitzverteilung
| Jahr | Gesamt | DNVP | DZP | SPD | DVP | USPD | LG | DDP | DVL | NSDAP | VVV | NVKB |
| ---- | ------ | ---- | --- | --- | --- | ---- | -- | --- | --- | ----- | --- | ---- |
| 1921 | 30     | 10   | 7   | 6   | 3   | 1    | 1  | 1   | 1   |       |     |      |
| 1925 | 30     | 11   | 9   | 5   | 2   |      |    |     |     | 01    | 1   | 1    |
| 1929 | 30     | 11   | 9   | 6   | 4   |      |    |     |     |       |     |      |
| 1933 | 30     | 03   | 8   | 3   |     |      |    |     |     | 16    |     |      |

Fußnoten

### Hannover
Stimmenanteile der Parteien in Prozent
| Wahltag       | SPD  | DVP  | DNVP 1 | DZP | DDP | KPD 2 | DHP  | NSDAP 3 |
| ------------- | ---- | ---- | ------ | --- | --- | ----- | ---- | ------- |
| 021.02.1921 4 | 34,7 | 15,0 | 7,0    | 6,4 | 4,5 | 3,2   | DZP  |         |
| 029.11.1925 5 | 32,9 | 01,3 | 2,2    | 9,7 | 3,9 | 4,2   |      |         |
| 017.11.1929 6 | 34,7 | 08,3 | 6,7    | 8,9 | 3,1 | 3,7   | 10,9 | 06,8    |
| 12.03.1933    | 23,1 | 01,0 | 9,6    | 8,1 |     | 4,8   | 04,1 | 48,8    |

Sitzverteilung der Parteien mit mehr als 5 Sitzen
| Jahr | Ges. | SPD | LN | DVP | LEW | DNVP | DZP | VHPL | HuG | DHP | MSBl | NSDAP | KPD |
| ---- | ---- | --- | -- | --- | --- | ---- | --- | ---- | --- | --- | ---- | ----- | --- |
| 1921 | 109  | 37  | 17 | 16  | 10  | 07   | 07  |      |     |     |      |       | 4   |
| 1925 | 112  | 37  |    | 01  |     | 02   | 11  | 30   | 8   | 01  |      | 01    | 5   |
| 1929 | 111  | 39  |    | 10  |     | 08   | 10  |      |     | 12  | 10   | 08    | 4   |
| 1933 | 112  | 26  |    |     |     | 11   | 09  |      |     | 05  |      | 55    | 6   |

Sitzverteilung der Parteien mit bis zu 5 Sitzen
| Jahr | DDP | USPD | HeuL | LOF | LEWF | WHauGe | SB | LGF | LF | LNO | CNBL | NatF |
| ---- | --- | ---- | ---- | --- | ---- | ------ | -- | --- | -- | --- | ---- | ---- |
| 1921 | 5   | 3    | 1    | 1   | 1    |        |    |     |    |     |      |      |
| 1925 | 5   |      |      |     |      | 5      | 3  | 1   | 1  | 1   |      |      |
| 1929 | 4   |      |      |     |      |        |    |     |    |     | 4    | 2    |
| 1933 |     |      |      |     |      |        |    |     |    |     |      |      |

Fußnoten

### Hessen-Nassau

#### Regierungsbezirk Kassel (Kurhessischer Kommunallandtag)
Stimmenanteile der Parteien in Prozent
| Wahltag       | SPD  | HASL 1 | DZP  | DDP | KPD 2 | DNVP 3 | DVP | WP  | NSDAP |
| ------------- | ---- | ------ | ---- | --- | ----- | ------ | --- | --- | ----- |
| 021.02.1921 4 | 34,8 | 29,9   | 13,7 | 7,4 | 4,8   | 3,4    | 3,3 |     |       |
| 029.11.1925 5 | 33,1 | 33,5   | 14,9 | 5,6 | 6,7   |        |     | 2,6 |       |
| 017.11.1929 6 | 32,8 | 23,7   | 13,0 | 4,7 | 6,5   |        | 3,2 | 5,5 | 06,3  |
| 12.03.1933    | 21,2 |        | 10,9 |     | 7,0   | 7,5    |     |     | 52,6  |

Sitzverteilung
| Jahr | Gesamt | SPD | HASL | DZP | DDP | KPD | DNVP | DVP | USPD | NSDAP | WP |
| ---- | ------ | --- | ---- | --- | --- | --- | ---- | --- | ---- | ----- | -- |
| 1921 | 52     | 18  | 16   | 7   | 4   | 2   | 2    | 2   | 1    |       |    |
| 1925 | 43     | 15  | 15   | 7   | 3   | 3   |      |     |      |       |    |
| 1929 | 45     | 15  | 11   | 6   | 2   | 3   |      | 2   |      | 03    | 3  |
| 1933 | 43     | 09  |      | 5   |     | 3   | 3    |     |      | 23    |    |

Fußnoten

#### Regierungsbezirk Wiesbaden (Nassauischer Kommunallandtag)
Stimmenanteile der Parteien in Prozent
| Wahltag       | SPD  | DZP  | DVP  | DNVP 1 | DDP 2 | KPD 3 | WP  | NSDAP |
| ------------- | ---- | ---- | ---- | ------ | ----- | ----- | --- | ----- |
| 021.02.1921 4 | 29,9 | 20,6 | 18,2 | 10,8   | 9,7   | 3,4   |     |       |
| 029.11.1925 5 | 30,6 | 22,5 | 06,3 | 05,4   | 5,9   | 6,4   | 7,8 |       |
| 017.11.1929 6 | 26,2 | 18,9 | 09,7 | 05,2   | 4,5   | 08,21 | 5,1 | 08,19 |
| 12.03.1933    | 17,8 | 16,1 | 01,9 | 06,0   | 1,7   | 7,0   |     | 48,60 |

Sitzverteilung
| Jahr | Gesamt | SPD | DZP | DVP | DNVP | DDP | USPD | KPD | NaLa | HNASL | WP | NSDAP | CNBL |
| ---- | ------ | --- | --- | --- | ---- | --- | ---- | --- | ---- | ----- | -- | ----- | ---- |
| 1921 | 61     | 18  | 12  | 11  | 7    | 7   | 3    | 2   | 1    |       |    |       |      |
| 1925 | 52     | 16  | 12  | 03  | 3    | 4   |      | 4   |      | 7     | 3  |       |      |
| 1929 | 52     | 14  | 10  | 05  | 3    | 3   |      | 5   |      |       | 3  | 04    | 5    |
| 1933 | 55     | 10  | 10  |     | 4    |     |      | 4   |      |       |    | 27    |      |

Fußnoten

#### Provinziallandtag
Sitzverteilung
| Jahr | Gesamt | SPD | DZP | HASL | DVP | DDP | DNVP | KPD | USPD | NaLa | WP | NSDAP | CNBL |
| ---- | ------ | --- | --- | ---- | --- | --- | ---- | --- | ---- | ---- | -- | ----- | ---- |
| 1921 | 113    | 36  | 19  | 16   | 13  | 11  | 9    | 4   | 4    | 1    |    |       |      |
| 1925 | 95     | 31  | 19  | 22   | 03  | 07  | 3    | 7   |      |      | 3  |       |      |
| 1929 | 97     | 29  | 16  | 11   | 07  | 05  | 3    | 8   |      |      | 6  | 07    | 5    |
| 1933 | 98     | 19  | 15  |      |     |     | 7    | 7   |      |      |    | 50    |      |

### Hohenzollernsche Lande
Vorbemerkung
Das Parlament des Landeskommunalverbandes der Hohenzollerischen Lande im preußischen Regierungsbezirk Hohenzollern (Sigmaringen) wurde als Kommunallandtag bezeichnet. Die Stimmenverteilung bei der Wahl 1922 liegt nicht vor.
Stimmenanteile der Parteien in Prozent
| Wahltag       | DZP  | DDP  | SPD  | HZBB 1 | NSDAP |
| ------------- | ---- | ---- | ---- | ------ | ----- |
| 003.12.1922 2 |      |      |      |        |       |
| 29.11.1925    | 68,4 | 16,7 | 09,3 | 5,7    |       |
| 17.11.1929    | 61,3 | 15,4 | 10,7 | 8,3    | 04,2  |
| 012.03.1933 3 | 50,2 |      | 03,2 |        | 38,1  |

Sitzverteilung
| Jahr    | Gesamt | DZP | DDP | SPD | DNVP | KPD | HZBB | NSDAP |
| ------- | ------ | --- | --- | --- | ---- | --- | ---- | ----- |
| 1922    | 23     | 16  | 4   | 1   | 1    | 1   |      |       |
| 1925    | 24     | 17  | 3   |     |      |     | 4    |       |
| 1929    | 24     | 15  | 3   | 2   |      |     | 4    |       |
| 01933 4 | 23     | 12  |     |     | 2    |     |      | 9     |

Fußnoten

### Niederschlesien
Stimmenanteile der Parteien in Prozent
| Wahltag       | SPD  | DNVP 1 | DZP  | DVP | DDP  | KPD 2 | WP 3 | NSDAP 4 |
| ------------- | ---- | ------ | ---- | --- | ---- | ----- | ---- | ------- |
| 21.02.1921    | 41,3 | 22,5   | 15,9 | 9,9 | 7,30 |       | 1,4  |         |
| 029.11.1925 5 | 36,0 | 26,0   | 14,7 | 6,2 | 3,80 | 3,50  | 3,2  |         |
| 17.11.1929    | 35,2 | 22,0   | 14,3 | 6,1 | 3,45 | 3,53  | 6,1  | 05,2    |
| 12.03.1933    | 20,9 | 09,0   | 11,2 |     |      | 5,20  |      | 51,7    |

Sitzverteilung
| Jahr | Gesamt | SPD | DNVP | DZP | DVP | DDP | BP | WP | KPD | NSDAP |
| ---- | ------ | --- | ---- | --- | --- | --- | -- | -- | --- | ----- |
| 1921 | 108    | 44  | 24   | 17  | 11  | 8   |    | 2  | 2   |       |
| 1925 | 111    | 41  | 29   | 17  | 7   | 5   | 3  | 4  | 4   | 01    |
| 1929 | 110    | 39  | 25   | 16  | 7   | 5   |    | 7  | 5   | 06    |
| 1933 | 110    | 23  | 11   | 13  |     |     |    |    | 6   | 57    |

Fußnoten

### Oberschlesien
Stimmenanteile der Parteien in Prozent
| Wahltag       | DZP  | SPD  | DNVP 1 | PKVP 2 | KPD | DDP | NSDAP |
| ------------- | ---- | ---- | ------ | ------ | --- | --- | ----- |
| 019.11.1922 3 | 41,1 | 15,1 | 14,0   | 9,3    | 6,7 | 2,4 |       |
| 029.11.1925 4 | 48,2 | 08,5 | 20,9   | 7,2    | 8,4 | 2,3 |       |
| 017.11.1929 5 | 42,2 | 12,2 | 17,3   | 5,7    | 8,9 |     | 02,3  |
| 12.03.1933    | 32,7 | 06,5 | 08,1   | 1,9    | 6,2 |     | 42,3  |

Sitzverteilung
| Jahr | Gesamt | DZP | SPD | DNVP | PKVP | DVP | KPD | DR | DDP | CNBL | OBB | NSDAP |
| ---- | ------ | --- | --- | ---- | ---- | --- | --- | -- | --- | ---- | --- | ----- |
| 1922 | 52     | 21  | 8   | 07   | 5    | 4   | 4   | 2  | 1   |      |     |       |
| 1925 | 54     | 26  | 5   | 12   | 4    |     | 5   |    | 2   |      |     |       |
| 1929 | 55     | 24  | 7   | 10   | 3    |     | 5   |    |     | 3    | 3   |       |
| 1933 | 55     | 18  | 4   | 05   |      |     | 4   |    |     |      |     | 24    |

Fußnoten

### Ostpreußen
Stimmenanteile der Parteien in Prozent
| Wahltag       | SPD  | DNVP 1 | DZP  | KPD 2 | DDP | DVP  | WP 3 | NSDAP 4 |
| ------------- | ---- | ------ | ---- | ----- | --- | ---- | ---- | ------- |
| 021.02.1921 5 | 24,1 | 13,4   | 9,30 | 7,00  | 5,7 | 3,6  |      |         |
| 029.11.1925 6 | 24,8 | 45,6   | 6,93 | 6,91  | 3,6 | DNVP | 4,20 | 04,19   |
| 017.11.1929 7 | 26,0 | 31,2   | 8,10 | 8,60  | 2,8 | 8,7  | 4,00 | 4,3     |
| 12.03.1933    | 13,6 | 12,7   | 7,00 | 6,00  |     |      |      | 58,10   |

Sitzverteilung
| Jahr | Ges. | SPD | BWA | DN VP | DZP | KPD | BWW | DDP | U SPD | DVP  | FOW | LL | PP | WP | NS DAP | AuA | CVD |
| ---- | ---- | --- | --- | ----- | --- | --- | --- | --- | ----- | ---- | --- | -- | -- | -- | ------ | --- | --- |
| 1921 | 85   | 20  | 15  | 11    | 8   | 6   | 6   | 6   | 4     | 4    | 2   | 2  | 1  |    |        |     |     |
| 1925 | 87   | 22  |     | 40    | 6   | 6   |     | 3   |       | DNVP |     |    |    | 4  | 04     | 2   |     |
| 1929 | 87   | 23  |     | 27    | 7   | 8   |     | 3   |       | 8    |     |    |    | 4  | 04     |     | 3   |
| 1933 | 87   | 12  |     | 11    | 7   | 6   |     |     |       |      |     |    |    |    | 51     |     |     |

Fußnoten

### Pommern
Stimmenanteile der Parteien in Prozent
| Wahltag       | DNVP 1 | SPD  | DVP  | KPD 2 | DDP | WP 3 | NSDAP |
| ------------- | ------ | ---- | ---- | ----- | --- | ---- | ----- |
| 021.02.1921 4 | 41,1   | 28,7 | 13,3 | 6,5   | 3,2 | 1,8  |       |
| 029.11.1925 5 | 48,5   | 26,2 | 05,9 | 5,4   | 3,3 | 4,5  |       |
| 17.11.1929    | 40,8   | 30,6 | 04,9 | 5,7   | 3,1 | 5,2  | 04,1  |
| 12.03.1933    | 18,4   | 16,3 |      | 5,2   |     |      | 57,9  |

Sitzverteilung
| Jahr | Gesamt | DNVP | SPD | DVP | USPD | KPD | DDP | WP | AMSP | WPL | NSDAP |
| ---- | ------ | ---- | --- | --- | ---- | --- | --- | -- | ---- | --- | ----- |
| 1921 | 81     | 41   | 21  | 10  | 3    | 2   | 2   | 2  |      |     |       |
| 1925 | 76     | 37   | 20  | 05  |      | 4   | 3   | 3  | 3    | 1   |       |
| 1929 | 75     | 31   | 24  | 04  |      | 5   | 3   | 4  |      |     | 04    |
| 1933 | 75     | 14   | 13  |     |      | 4   |     |    |      |     | 44    |

Fußnoten

### Rheinprovinz
Stimmenanteile der Parteien in Prozent
| Wahltag       | DZP  | SPD  | DVP  | KPD 1 | DNVP 2 | DDP | WP 3 | NSDAP |
| ------------- | ---- | ---- | ---- | ----- | ------ | --- | ---- | ----- |
| 021.02.1921 4 | 45,5 | 15,7 | 12,3 | 09,1  | 9,0    | 3,5 |      |       |
| 29.11.1925    | 43,9 | 14,1 | 09,4 | 12,4  | 9,8    | 2,2 | 3,4  |       |
| 17.11.1929    | 39,2 | 14,8 | 08,0 | 12,7  | 7,1    | 2,0 | 6,6  | 03,2  |
| 12.03.1933    | 32,1 | 09,5 | 01,2 | 11,1  | 7,1    |     |      | 38,0  |

Sitzverteilung
| Jahr | Ges. | DZP | SPD | DVP | KPD | DN VP | U SPD | DDP | LMü | WP | Rh BW | SB | BAA | NS DAP | CVD | CN BL |
| ---- | ---- | --- | --- | --- | --- | ----- | ----- | --- | --- | -- | ----- | -- | --- | ------ | --- | ----- |
| 1921 | 159  | 73  | 25  | 21  | 14  | 14    | 6     | 5   | 1   |    |       |    |     |        |     |       |
| 1925 | 163  | 72  | 23  | 16  | 21  | 16    |       | 4   |     | 06 | 2     | 2  | 1   |        |     |       |
| 1929 | 163  | 64  | 25  | 14  | 21  | 12    |       | 4   |     | 11 |       |    |     | 06     | 3   | 3     |
| 1933 | 163  | 53  | 16  |     | 19  | 13    |       |     |     |    |       |    |     | 62     |     |       |

Fußnoten

### Sachsen
Stimmenanteile der Parteien in Prozent
| Wahltag       | SPD  | NOB  | KPD 1 | DDP  | DNVP 2 | DVP | DZP | LB  | NSDAP 3 |
| ------------- | ---- | ---- | ----- | ---- | ------ | --- | --- | --- | ------- |
| 021.02.1921 4 | 23,5 | 15,9 | 15,4  | 9,88 | 09,86  | 8,7 | 3,8 | 1,9 |         |
| 029.11.1925 5 | 29,7 | 17,3 | 15,4  | 4,70 | 10,70  | 1,6 | 3,9 | 3,4 | 01,1    |
| 017.11.1929 6 | 32,1 |      | 13,7  | 4,10 | 14,90  | 8,6 | 3,8 | 2,5 | 05,8    |
| 12.03.1933    | 21,4 |      | 12,8  |      | 12,50  |     | 3,7 |     | 48,1    |

Sitzverteilung
| Jahr | Ges. | SPD | NOB | KPD | U SPD | DDP | DN VP | DVP | DZP | LB | LAO | SuR | VL DSP | NS DAP | WP | CN BL |
| ---- | ---- | --- | --- | --- | ----- | --- | ----- | --- | --- | -- | --- | --- | ------ | ------ | -- | ----- |
| 1921 | 110  | 25  | 17  | 17  | 12    | 11  | 11    | 10  | 5   | 2  |     |     |        |        |    |       |
| 1925 | 113  | 34  | 20  | 18  |       | 05  | 12    | 02  | 4   | 4  | 7   | 3   | 2      | 01     | 1  |       |
| 1929 | 113  | 37  |     | 16  |       | 05  | 17    | 10  | 5   | 4  |     |     |        | 07     | 8  | 4     |
| 1933 | 113  | 25  |     | 15  |       |     | 14    |     | 5   |    |     |     |        | 54     |    |       |

Fußnoten

### Schleswig-Holstein
Stimmenanteile der Parteien in Prozent
| Wahltag       | WA   | SPD  | DDP 1 | KPD 2 | WP  | NSDAP |
| ------------- | ---- | ---- | ----- | ----- | --- | ----- |
| 021.02.1921 3 | 46,0 | 37,8 | 6,1   | 5,3   |     |       |
| 029.11.1925 4 | 31,8 | 32,7 | 5,5   | 7,3   | 2,6 |       |
| 017.11.1929 5 |      | 33,3 | 3,7   | 7,3   | 4,5 | 10,3  |
| 012.03.1933 6 |      | 22,4 | 1,4   | 7,8   |     | 54,9  |

Sitzverteilung
| Jahr    | Ges. | WA | SPD | DDP | KPD | U SPD | DZP | La Wi | WP | Ein | Hau Ge | EH | HuW | NS DAP | VW | DN VP |
| ------- | ---- | -- | --- | --- | --- | ----- | --- | ----- | -- | --- | ------ | -- | --- | ------ | -- | ----- |
| 1921    | 56   | 26 | 21  | 3   | 3   | 2     | 1   |       |    |     |        |    |     |        |    |       |
| 1925    | 58   | 18 | 19  | 4   | 5   |       |     | 7     | 2  | 1   | 1      | 1  |     |        |    |       |
| 1929    | 61   |    | 21  | 3   | 5   |       |     |       | 5  |     |        |    | 16  | 07     | 3  | 1     |
| 01933 7 | 61   |    | 15  |     | 5   |       |     |       |    |     |        |    |     | 34     |    | 7     |

Fußnoten

### Westfalen
Stimmenanteile der Parteien in Prozent
| Wahltag       | DZP  | SPD  | DVP  | DNVP 1 | KPD 2 | DDP | WP  | CSVD 3 | NSDAP |
| ------------- | ---- | ---- | ---- | ------ | ----- | --- | --- | ------ | ----- |
| 021.02.1921 4 | 36,4 | 23,3 | 13,1 | 08,8   | 07,3  | 4,3 |     |        |       |
| 29.11.1925    | 35,1 | 22,8 | 11,7 | 10,7   | 09,3  | 2,7 | 2,2 |        |       |
| 017.11.1929 5 | 32,9 | 22,1 | 08,7 | 06,2   | 09,3  | 2,5 | 6,3 | 4,0    | 02,9  |
| 12.03.1933    | 28,2 | 15,1 |      | 06,8   | 10,3  |     |     | 2,3    | 36,2  |

Sitzverteilung
| Jahr | Ges. | DZP | SPD | DVP | DNVP | KPD | USPD | DDP | P | WP | CSVD | NSDAP | CNBL |
| ---- | ---- | --- | --- | --- | ---- | --- | ---- | --- | - | -- | ---- | ----- | ---- |
| 1921 | 134  | 50  | 31  | 17  | 12   | 10  | 6    | 6   | 2 |    |      |       |      |
| 1925 | 138  | 50  | 32  | 17  | 16   | 14  |      | 5   |   | 4  |      |       |      |
| 1929 | 138  | 46  | 31  | 12  | 09   | 13  |      | 4   |   | 9  | 6    | 04    | 4    |
| 1933 | 138  | 39  | 21  |     | 10   | 14  |      |     |   |    | 4    | 50    |      |

Fußnoten

## Zusammengefasste Sitzverteilung aller Provinziallandtage
Hinweis
Die Tabelle gibt die Sitzverteilung bei allen Provinziallandtagswahlen (in den Regierungsbezirken Kassel und Wiesbaden und in Hohenzollern Kommunallandtagswahlen) zu dem jeweiligen Stichtag, bei dem es sich um den 1. Januar eines jeden Jahres handelt, wieder. Es werden nur die Parteien aufgeführt, die mindestens 1,95 Prozent aller Provinziallandtagssitze erhalten haben.
Tabelle
| Jahr    | SPD  | DZP  | DNVP | DVP  | USPD | KPD  | DDP | WP   | VHPL | NSDAP |
| ------- | ---- | ---- | ---- | ---- | ---- | ---- | --- | ---- | ---- | ----- |
| 01922 1 | 26,2 | 15,1 | 15,1 | 11,7 | 7,1  | 06,7 | 6,2 | 01,3 |      |       |
| 01923 2 | 25,4 | 16,9 | 14,8 | 11,3 | 6,7  | 06,7 | 6,3 | 01,2 |      |       |
| 01924 2 | 25,4 | 16,9 | 14,8 | 11,3 | 6,7  | 06,7 | 6,3 | 01,2 |      |       |
| 01925 2 | 25,4 | 16,9 | 14,8 | 11,3 | 6,7  | 06,7 | 6,3 | 01,2 |      |       |
| 1926    | 27,0 | 17,4 | 18,3 | 11,7 |      | 10,2 | 5,1 | 03,0 | 2,2  | 01,0  |
| 1927    | 27,0 | 17,4 | 18,3 | 11,7 |      | 10,2 | 5,1 | 03,0 | 2,2  | 01,0  |
| 1928    | 27,0 | 17,4 | 18,3 | 11,7 |      | 10,2 | 5,1 | 03,0 | 2,2  | 01,0  |
| 1929    | 27,0 | 17,4 | 18,3 | 11,7 |      | 10,2 | 5,1 | 03,0 | 2,2  | 01,0  |
| 01930 3 | 27,5 | 15,2 | 16,1 | 07,1 |      | 11,2 | 4,1 | 05,2 |      | 05,2  |
| 01931 3 | 27,5 | 15,2 | 16,1 | 07,1 |      | 11,2 | 4,1 | 05,2 |      | 05,2  |
| 01932 3 | 27,5 | 15,2 | 16,1 | 07,1 |      | 11,2 | 4,1 | 05,2 |      | 05,2  |
| 01933 3 | 27,5 | 15,2 | 16,1 | 07,1 |      | 11,2 | 4,1 | 05,2 |      | 05,2  |
| 01933 4 | 17,9 | 13,7 | 10,8 |      |      | 11,2 |     | 10,0 |      | 46,5  |

Fußnoten

## Erfolgreichste Parteien
Hinweis
Die Partei, die relativ die meisten Stimmen bei der jeweiligen Wahl erhalten hat, wird aufgeführt. Hierbei werden die Kommunallandtagswahlen in Kassel, Wiesbaden und in den Hohenzollernschen Landen mitberücksichtigt. Es werden nur die Jahre, in denen eine Veränderung stattfand, angegeben.
Tabelle
| Jahr | Anzahl | SPD | DNVP | DZP | WA | HASL | NSDAP |
| ---- | ------ | --- | ---- | --- | -- | ---- | ----- |
| 1921 | 13     | 8   | 2    | 2   | 1  |      |       |
| 1922 | 15     | 8   | 2    | 4   | 1  |      |       |
| 1925 | 15     | 6   | 4    | 4   |    | 1    |       |
| 1929 | 15     | 8   | 3    | 4   |    |      |       |
| 1933 | 15     |     |      | 1   |    |      | 14    |

## Parteien, die in mindestens drei Provinziallandtagen vertreten waren
Hinweise
Der Stichtag ist jeweils der 1. Januar eines jeden Jahres.
Da die jeweils erste Provinziallandtagswahl in Oberschlesien und in Hohenzollern (Kommunallandtagswahl) erst im Jahr 1922 stattfand, können die Ergebnisse in diesen beiden Gebieten erst ab 1923 berücksichtigt werden.
Tabelle
| Jahr    | Anzahl | SPD | DDP | DZP | DNVP | DVP | USPD | KPD | WP | NSDAP |
| ------- | ------ | --- | --- | --- | ---- | --- | ---- | --- | -- | ----- |
| 1922    | 12     | 12  | 12  | 11  | 11   | 11  | 11   | 11  | 04 |       |
| 1923    | 14     | 14  | 14  | 13  | 13   | 12  | 11   | 13  | 04 |       |
| 1924    | 14     | 14  | 14  | 13  | 13   | 12  | 11   | 13  | 04 |       |
| 1925    | 14     | 14  | 14  | 13  | 13   | 12  | 11   | 13  | 04 |       |
| 1926    | 14     | 14  | 13  | 12  | 12   | 10  | 01   | 13  | 10 | 07    |
| 1927    | 14     | 14  | 13  | 12  | 12   | 10  | 01   | 13  | 10 | 07    |
| 1928    | 14     | 14  | 13  | 12  | 12   | 10  | 01   | 13  | 10 | 07    |
| 1929    | 14     | 14  | 13  | 12  | 12   | 10  | 01   | 13  | 10 | 07    |
| 1930    | 14     | 14  | 12  | 10  | 13   | 11  |      | 12  | 10 | 11    |
| 1931    | 14     | 14  | 12  | 10  | 13   | 11  |      | 12  | 10 | 11    |
| 1932    | 14     | 14  | 12  | 10  | 13   | 11  |      | 12  | 10 | 11    |
| 1933    | 14     | 14  | 12  | 10  | 13   | 11  |      | 12  | 10 | 11    |
| 01933 1 | 14     | 13  | 01  | 11  | 14   | 01  |      | 12  |    | 14    |

Fußnote

## Vertreter der Provinzen im Preußischen Staatsrat
Hinweise
Etwa einen knappen Monat nach den Terminen der Provinziallandtagswahlen fanden die Wahlen der Mitglieder des Preußischen Staatsrates durch die Provinziallandtage (an unterschiedlichen Wahlterminen) statt. In der folgenden Tabelle werden jeweils die Wahltage zu den Provinziallandtagswahlen angegeben.
Tabelle
| Wahltag    | Anzahl | AG 1 | SPD | DZP | USPD | DDP | KPD | DHP | WP | NSDAP |
| ---------- | ------ | ---- | --- | --- | ---- | --- | --- | --- | -- | ----- |
| 21.02.1921 | 79     | 26   | 20  | 20  | 6    | 3   | 3   | 1   |    |       |
| 16.10.1921 | 79     | 26   | 21  | 20  | 5    | 3   | 3   | 1   |    |       |
| 19.11.1922 | 77     | 26   | 20  | 19  | 5    | 3   | 3   | 1   |    |       |
| 29.11.1925 | 81     | 32   | 24  | 17  |      | 2   | 5   |     | 1  |       |
| 17.11.1929 | 81     | 28   | 22  | 19  |      | 3   | 6   |     | 3  |       |
| 12.03.1933 | 80     | 06   | 08  | 12  |      |     |     |     |    | 54    |

Fußnote

## Vertreter der preußischen Provinzen im Reichsrat
Hinweis
Jede preußische Provinz und die Stadt Berlin entsandten je einen Vertreter in den Reichsrat. Diese Vertreter wurden durch die Provinzialausschüsse und den Magistrat der Stadt Berlin gewählt.
Tabelle
| ab dem     | Anzahl | DNVP | DZP | SPD | DVP | DHP |
| ---------- | ------ | ---- | --- | --- | --- | --- |
| 14.07.1921 | 13     | 5    | 4   | 2   | 1   | 1   |
| 01.01.1922 | 13     | 5    | 4   | 2   | 1   | 1   |
| 01.07.1922 | 13     | 5    | 4   | 2   | 1   | 1   |
| 01.01.1923 | 13     | 5    | 4   | 2   | 1   | 1   |
| 01.07.1923 | 13     | 5    | 4   | 2   | 1   | 1   |
| 04.01.1924 | 13     | 5    | 4   | 2   | 1   | 1   |
| 09.07.1924 | 13     | 5    | 4   | 2   | 1   | 1   |
| 01.01.1925 | 13     | 5    | 4   | 2   | 1   | 1   |
| 01.07.1925 | 13     | 5    | 4   | 2   | 1   | 1   |
| 01.01.1926 | 13     | 5    | 3   | 3   | 1   | 1   |
| 08.07.1926 | 13     | 4    | 6   | 1   | 2   |     |
| 01.01.1927 | 13     | 4    | 6   | 1   | 2   |     |
| 01.07.1927 | 13     | 4    | 6   | 1   | 2   |     |
| 01.01.1928 | 13     | 4    | 6   | 1   | 2   |     |
| 01.07.1928 | 13     | 4    | 6   | 1   | 2   |     |
| 01.01.1929 | 13     | 4    | 6   | 1   | 2   |     |
| 10.07.1929 | 13     | 4    | 6   | 1   | 2   |     |
| 01.01.1930 | 13     | 4    | 6   | 1   | 2   |     |
| 01.07.1930 | 13     | 3    | 6   | 1   | 3   |     |
| 01.01.1931 | 13     | 3    | 6   | 1   | 3   |     |
| 01.07.1931 | 12     | 3    | 6   | 1   | 2   |     |
| 01.01.1932 | 13     | 3    | 6   | 2   | 2   |     |
| 13.07.1932 | 13     | 4    | 6   | 1   | 2   |     |
| 01.01.1933 | 13     | 4    | 6   | 1   | 2   |     |